# La Mission
La Mission je americký hraný film z roku 2009, který režíroval Peter Bratt podle vlastního scénáře. Film popisuje osudy muže v hispánské komunitě, který se vyrovnává s faktem, že jeho jediný syn je gay. Snímek měl světovou premiéru na filmovém festivalu Sundance 19. ledna 2009.

## Děj
Che Rivera je napravený vězeň a alkoholik a pracuje jako řidič městského autobusu v San Franciscu v hispánské čtvrti Mission District. Jako Latinoameričan je temperamentní až násilnický a macho. Jeho koníčkem je box a garáž, kde opravuje veterány. Největší naděje vkládá do svého dospívajícího Jese, kterého po smrti manželky vychovává sám. Jednoho dne Che zjistí, že Jes je gay a navíc je jeho milencem běloch. Che ve vzteku Jese zbije a vyhodí z domu. Ten se přestěhuje ke svému strýci Renemu. Che sice po čase vezme Jase zpět, ale odmítá se s ním jakkoliv bavit na téma homosexualita. Jeho přátelé i bratr Rene se snaží Chea usměrnit. Che se sblíží se svou sousedkou Lenou, která pracuje v poradně pro týrané ženy a sama si jinak od mužů udržuje odstup. Ani ona neschvaluje, jak se Che chová ke svému synovi. Jednoho večera je Jes postřelen homofobním Hispáncem, když se prochází se svým přítelem Jordanem a skončí v nemocnici. Che za ním pravidelně chodí. Když zjistí, že do nemocnice dochází i Jordan, vyhrožuje mu. Jes se proto po uzdravení přestěhuje k Jordanovi a Che jej zavrhne podruhé. Nepřijde ani na jeho maturitní oslavu. Jes se zapíše na Kalifornskou univerzitu a přestěhuje se do Los Angeles. Che pochopí, že je úplně sám a jediný, kdo mu zůstává, je Jes.

## Film a ochrana životního prostředí
Několik scén ve filmu zachycuje ochranu životního prostředí – jedno z opravovaných starých aut je přestavěno na bionaftu, postava Leny jezdí do práce na kole a nosí oděvy z bioproduktů, ve filmu se hovoří o třídění odpadu apod. Film byl natočen na ekologický materiál jako jeden z prvních v San Franciscu. Filmový štáb během natáčení omezil konzumaci nápojů z plastových nádob a přírodní odpad byl kompostován. Za tyto kroky získal film cenu Green Seal Award udělovanou Environmental Media Association.

## Obsazení
| Benjamin Bratt           | Che Rivera      |
| Jeremy Ray Valdez        | Jes Rivera      |
| Erika Alexander          | Lena            |
| Jesse Borrego            | Rene Rivera     |
| Talisa Soto              | Ana Rivera      |
| Alex Hernandez           | Smoke           |
| Max Rosenak              | Jordan          |
| Cesar Gomez              | Gummy Bear      |
| Chris Borgzinner         | Nacho           |
| Neo Veavea               | Kenny           |
| Cathleen Riddley         | Shell           |
| Marcus Serralta          | Chuy            |
| Tatiana Rivas            | Nadine          |
| Leonardo Medrano         | Gonzalez        |
| Kevin Michael Richardson | Dee             |
| Melvina Jones            | Regina          |
| René A. Quiñonez         | Esteban         |
| Ruben Gonzalez           | Benn            |
| Edwin Brown              | Virgil          |
| Patrick D. Shining Elk   | Gary            |
| Louis Ramirez            | Rene Jr. Rivera |
| Tonantzin Borrego        | Maya            |
| Gustavo Gonzalez         | Primo           |

## Ocenění
- Artivist Film Festival – Human Rights Award
- Latino International Film Festival Los Angeles – 2. místo v ceně diváků
- CineFestival in San Antonio – speciální cena poroty
- Cinequest Film Festival – Maverick Award
- WorldFest Houston – speciální cena poroty
- National Association of Latino Producers – Estela Award
- Image Award – nejlepší režie, nejlepší herec, nejlepší nadějný herec, Norman Lear Writer’s Award
- OUT Film Festival Connecticut – cena diváků